# Nezha Elasal
Nezha Elasal (24 de mayo de 2005) es una deportista marroquí que compite en taekwondo. Ganó una medalla de oro en el Campeonato Africano de Taekwondo de 2022, en la categoría de –49 kg.

## Palmarés internacional
| Campeonato Africano | Campeonato Africano | Campeonato Africano | Campeonato Africano |
| Año                 | Lugar               | Medalla             | Categoría           |
| ------------------- | ------------------- | ------------------- | ------------------- |
| 2022                | Kigali (Ruanda)     | Medalla de oro      | –49 kg              |